# Piotr Pavlenski
Piotr Andréyevich Pavlenski (en ruso: Пётр Андреевич Павленский; nacido el 8 de marzo de 1984) es un artista contemporáneo ruso conocido por sus controvertidas acciones de arte político, a las que él denomina "eventos de arte político".
Pavlenski hace visible las "mecánicas del poder", obligando a las autoridades a participar en sus eventos. Al hacerlo, "el caso criminal se convierte en una de las partes de la obra de arte" y el gobierno es "[arrastrado] en el proceso de crear arte".
Los "eventos" de Pavlenski siguen la tradición de artistas como Oleg Kulik, Alexandr Brener, Chris Burden, los Accionistas Vieneses and Fluxus.

## Infancia y educación
Nacido en Leningrado en 1984, Pavlenski estudió arte monumental en la Academia de Arte y de Industria de San Petersburgo. Durante su cuarto año en la Academia, también recibió formación de la Fundación Pro Arte por la Cultura y las Artes de San Petersburgo.

## Carrera
Pavlenski y Oksana Shalygina fundaron el diario independiente en línea Propaganda Política en 2012, el cual estaba dedicado al arte contemporáneo en contextos políticos, "que lucha contra el chovinismo cultural implementado por el gobierno", al feminismo y a la igualdad de género. La publicación recibió el Premio Alternativo para el Arte Activista ruso en la categoría Acciones implementadas en el Espacio Urbano en 2013.

### Costura
Pavlenski comenzó a ser conocido por el público después de que se cosiera la boca en un evento de arte político organizado contra el encarcelamiento de los miembros del grupo de punk ruso Pussy Riot. El 23 de julio de 2012, Pavlenski apareció en la catedral de Kazán de San Petersburgo con los labios cosidos y portando una pancarta que decía, "La acción de Pussy Riot fue una réplica de la famosa acción de Jesucristo (Mateo 21:12–13)". La policía llamó una ambulancia y se llevó a Pavlenski para someterlo a un examen psiquiátrico, pero el psiquiatra declaró que estaba cuerdo y lo liberó poco después el incidente. El artista declaró que su intención era atraer la atención sobre la manera en que son tratados los artistas de la Rusia contemporánea. Según sus palabras, "Mi intención no era la de sorprender a nadie o la de aparecer con algo inusual. Más bien, sentía que debía hacer un gesto que reflejara mi situación de forma precisa."
El 14 de noviembre de 2012, la agencia Reuters incluyó una fotografía de Pavlenski con la boca cosida en su lista de las 98 mejores fotos del año.

### Carcasa
El 3 de mayo de 2013, Pavlenski organizó un evento de arte político en el que quiso mostrar la existencia de una persona dentro de un sistema legal represivo. Su evento se llamó Carcasa. Sus ayudantes lo portaron desnudo y envuelto en una madeja formada por varias capas de alambre de púas hasta la entrada principal de la Asamblea Legislativa de San Petersburgo. El artista permaneció en silencio acostado en una posición semi-flexionada dentro de la madeja y no reaccionó a las acciones de nadie, hasta que fue liberado por la policía con la ayuda de unas tijeras de podar.
Más tarde, Pavlenski hizo el siguiente comentario sobre su obra artística:

La serie de leyes cuyo objetivo es el de suprimir todo el activismo por los derechos civiles, la intimidación de la población, el número creciente de prisioneros políticos, las leyes contra las ONGs, las leyes de mayoría de edad, las leyes de censura, la actividad del Servicio Federal de Supervisión de las Telecomunicaciones, Tecnologías de la Información y Medios de Comunicación, las leyes contra la "promoción de la homosexualidad". Todas esas leyes no están dirigidas contra los criminales, sino contra la gente. Y ahora encima existe la Ley contra la blasfemia. Es por ello que organicé esta acción. El cuerpo humano desnudo es como una carcasa, no hay nada sobre él excepto el alambre de púas, el cual por cierto fue inventado el para la protección del ganado. Esas leyes, al igual que el alambre, mantienen a las personas en sus jaulas individuales: toda esa persecución de activistas políticos, los "prisioneros del seis de mayo", las represiones gubernamentales, son la metáfora de una jaula rodeada de alambre de púas. Todo esto ha sido llevado a cabo para convertir a las personas en ganado sin entrañas y guardado bajo candado, el cual sólo puede consumir, trabajar y reproducirse.

### Fijación
El 10 de noviembre de 2013, mientras se encontraba sentado desnudo sobre el suelo adoquinado frente al Mausoleo de Lenin en la Plaza Roja de Moscú, Pavlenski clavó un gran clavo a través de su escroto para así fijarlo al pavimento. Su acción coincidió con el Día anual ruso de la Policía. Cuando los agentes de policía llegaron, le cubrieron con una manta y más tarde le arrestaron.
"Un artista desnudo, mirando a sus testículos clavados a los adoquines es una metáfora de la apatía, indiferencia política y fatalismo de la sociedad rusa," explicó Pavlenski en su declaración a los medios de comunicación.

### Libertad
El 23 de febrero de 2014, Pavlenski organizó un evento de arte político llamado Libertad para apoyar al Euromaidán y a la Revolución ucraniana de 2014. El artista y sus amigos construyeron una barricada improvisada en el Puente Tripartito de San Petersburgo, usando neumáticos quemados, batiendo tambores y gritando consignas políticas de Maidan. La acción fue interrumpida por la policía de San Petersburgo, que arrestó a Pavlenski y a sus colegas.
El 25 de febrero de 2014, el Tribunal Criminal de Dzerzhinsky detuvo el juicio administrativo contra Pavlenski y contra su ayudante Yaroslav Gradil por acusaciones de gamberrismo, y los liberó de la prisión. Sin embargo, se continuó realizando una acción de investigación contra la supuesta violación de las regulaciones sobre reuniones políticas por parte de Pavlenski. Éste fue acusado de vandalismo debido a su quema de neumáticos.

### Segregación

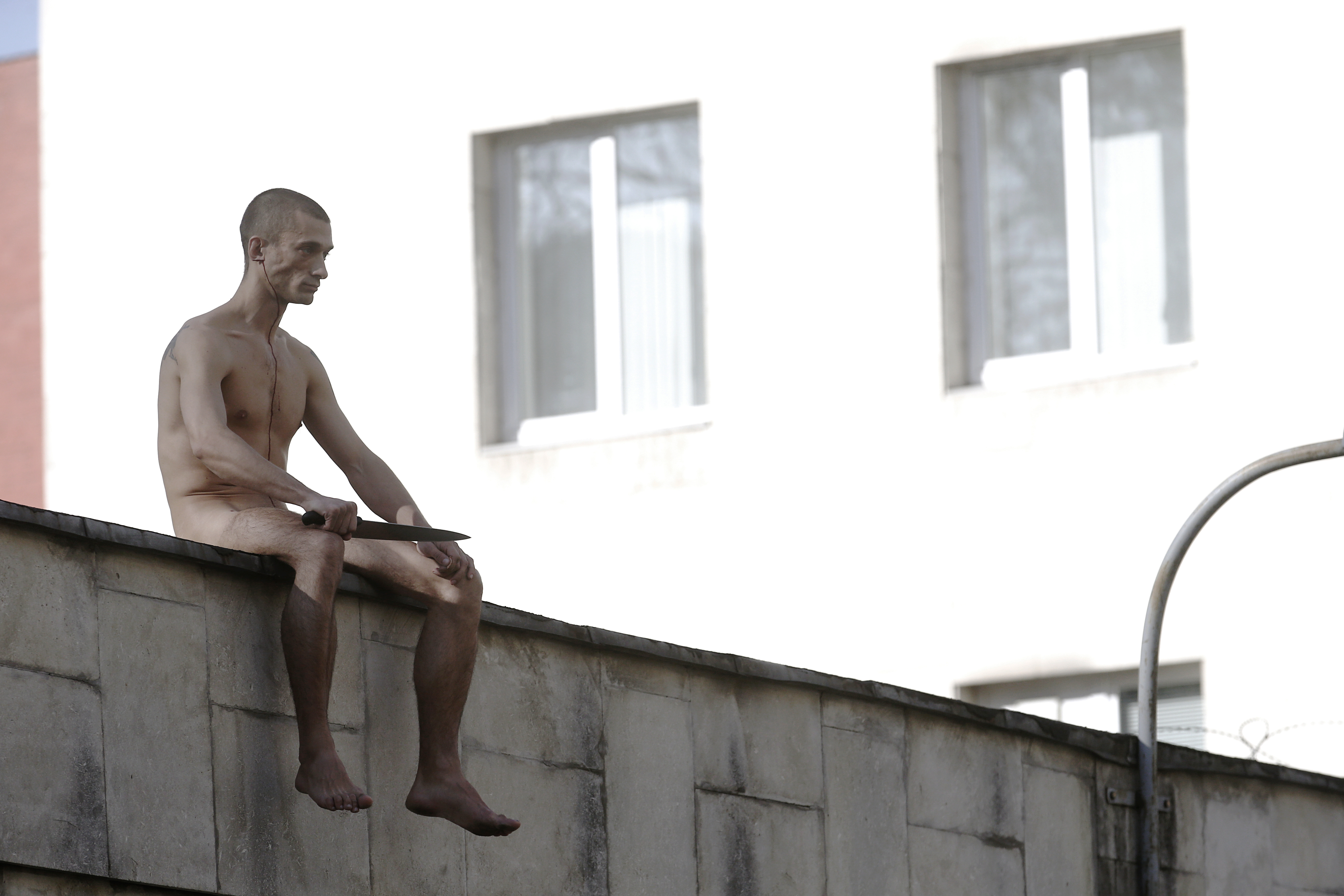
Pavlenski, momentos después de automutilarse. Moscú, octubre de 2014.

El 19 de octubre de 2014, Pavlenski se seccionó el lóbulo de la oreja con un cuchillo de chef mientras permanecía sentado desnudo sobre la azotea del infame Centro Serbski de Moscú para hacer visible el abuso de la psiquiatría como castigo para los disidentes políticos en Rusia.
Para este evento, Pavlenski se refiere al legado de Van Gogh.

### Amenaza
Pavlenski llegó hasta la primera entrada del Edificio Lubianka, sede del Servicio Federal de Seguridad, el 9 de noviembre de 2015 a las 1h15, hora de Moscú, roció la puerta principal con gasolina y le prendió fuego con un mechero. Las puertas del edificio se quemaron parcialmente. Pavlenski fue detenido después de treinta segundos sin resistencia y acusado de libertinaje. Unas cuantas horas después de la acción, un vídeo apareció en el Internet con una explicación sobre el significado de la quema. 
El juicio contra Pavlenski fue abierto el 9 de noviembre de 2015 bajo la sección "vandalismo" del artículo 214 del código criminal ruso. El 10 de noviembre de 2015, en el tribunal del distrito de Taganski, Pavlenski declaró "quiero que mi acción sea reclasificada como terrorismo."
El 8 de junio de 2016, el tribunal penal de Moscú declaró a Pavlenski culpable de "degradación del patrimonio cultural" y lo condenó a una multa de 500.000 rublos, que Pavlenski se negó a pagar.
Según el galerista de arte Marat Gelman, esta acción es una muestra del "simbolismo obvio" de Pavlenski: "La puerta de Lubianka es la puerta de infierno, la entrada al mundo del mal absoluto. Y frente a las llamas infernales se encuentra un artista solitario, esperando a ser capturado... La figura de Pavlenski a las puertas del FSB en llamas es un símbolo muy importante de la Rusia de hoy en día, tanto política como artísticamente."

### Illuminación
El 16 de octubre de 2017, en su primer acto de arte político fuera de Rusia, Pavlenski le prendía fuego a las ventanas de una oficina del Banco de Francia, situada en la plaza de la Bastilla de París.
Inicialmente estuvo detenido en una unidad psiquiátrica, hasta que un juez ordenó su ingreso en prisión preventiva en la cárcel de Fleury Merogis. Pavlenski hizo dos huelgas de hambre mientras estaba encarcelado. Cumplió once meses de prisión preventiva.
El 10 de enero de 2019, Pavlenski fue condenado a tres años de prisión; su detención preventiva se contabilizó como tiempo cumplido y los dos años restantes se suspendieron. Se le obligó a pagar al Banco de Francia 18.678 euros como indemnización por daños materiales y 3.000€ por daños morales. En respuesta a la sentencia, Pavlenski gritó "¡Nunca!".
Dedica su proceso al Marqués de Sade.

### Pornopolitica
En 2020, Pavlenski innovó con un nuevo evento de arte político llamado “Pornopolitica" para el que lanzó un sitio web presentado como "la primera plataforma de porno político en el mundo". Este evento pretende desenmascarar las mentiras de los funcionarios, los políticos, los representantes del poder que "imponen el puritanismo a la sociedad mientras la desprecian".
El 12 de febrero, el artista publicó vídeos íntimos y mensajes de connotación sexual enviados por el diputado y candidato a la alcaldía de París Benjamin Griveaux. Pavlenski explicó que este material demuestra "la hipocresía" del candidato, que hizo campaña presentando "valores familiares tradicionales". Griveaux se retiró entonces de las elecciones a la alcaldía.
El 15 de febrero, Pavlenski fue detenido y puesto bajo custodia policial junto con su novia Alexandra de Taddeo, que era la destinataria del contenido sexualmente explícito.

## Proyectos y acciones
- 2012 – Acción Costura. Delante de la catedral de Kazán de San Petersburgo.
- 2013 – Acción Fijación. plaza Roja, Moscú.
- 2013 – Acción Carcasa. Delante del palacio Mariinski, San Petersburgo.
- 2014 – Acción Libertad. En el Pequeño puente de Konushennaya.
- 2014 – Acción Segregación. En el muro exterior del Instituto Serbski de Psiquiatría en Moscú.
- 2015 – Acción Amenaza. En la puerta de la sede del Servicio Federal de Seguridad en Moscú.[49]
- 2017 – Acción Iluminación. Plaza de la Bastilla, París, Francia.
- 2020 – Acción Pornopolitica. París, Francia.

## Exposiciones colectivas
En 2012, Pavlenski participó en una exposición colectiva de antiguos alumnos y estudiantes de la Fundación Pro Arte, llamada Oculus Two.
En 2013, delante del Museo del Hermitage de San Petersburgo, organizó una exposición callejera llamada Fantasmas de la Identidad, como parte de su proyecto de diario Propaganda Política.
En 2017, Pavlenski participó en Art Riot en la Galería Saatchi de Londres. Esta exposición se encuentra entre las 10 exposiciones de arte contemporáneo más populares del año.
En 2017, también participó en Beyond the pleasure principle en la Galería Nacional de Arte de Zacheta.
En 2018, su obra se exhibió como parte de la exposición Us or Chaos en BPS22 y Talking about a revolution en 22Visconti.
En 2018, la galería Pack presentó su obra como parte de la exposición 439754, el cual era su número de identificación en la cárcel de Fleury Merogis, donde se encontraba detenido.
En 2019, el Museo de Arte Contemporáneo ART4.RU expuso los Archivos de Pavlenski.